# Fannie Ward
Fannie Ward také Fanny Ward rozená Fannie Buchanan (22. února 1872, Saint Louis, Missouri, USA – 27. ledna 1952, New York, USA) byla americká divadelní a filmová herečka, známá hlavně díky roli v němém filmu "The Cheat" (1915) režiséra Cecila B. DeMille.
Narodila obchodníkovi Johnu Buchananovi a jeho manželce Elize. Měla jednoho sourozence, bratra Bentona.
Na svůj věk vždy působila velice mladě a to ji předurčilo její filmovou kariéru. Deník The New York Times o ní napsal, že byla označována jako herečka, která nikdy zcela nedosáhla vrcholu své kariéry - pouze se snažila o to, aby vypadala stála mladě a to ji proslavilo.

## Kariéra
Svou první roli si zahrála v divadelní hře Pippino spolu s Eddie Foyem. Brzy se stala úspěšnou newyorskou herečkou. V roce 1894 se plavila na lodi do Londýna a objevila se ve filmu "The Shop Girls", která vedla kritiky, aby ji srovnávali se slavnou herečku Maude Adams. V roce 1898 se provdala za bohatého obchodníka s diamanty a přerušila svou kariéru ke které se vrátila v roce 1905, když její muž zkrachoval(noviny hlásaly, že jeho účet byl prakticky bez peněz). V roce 1915, když žila v ústraní, ji režisér Cecil B. DeMille přesvědčil, aby si zahrála ve filmu The Cheat, který ji v její kariéře nejvíce proslavil. V tomto filmu hrál i japonský herec Sessue Hayakawa. Mimo jiné hrála také v mluvených filmech The Hardest Way (1921), poté v jednom krátkém filmu, kde zpívala písničku The Father Time (1924), ve filmu The Perinnial Flapper (1924) a v krátké autobiografii Fannie Ward in The Miracle Woman (1929).

## Soukromý život
Během svého života byla dvakrát vdaná. Poprvé byl jejím mužem Joseph Lewis, který byl britský obchodník s diamanty. Vzali se v roce 1898. Její vztah nevydržel a tak se rozvedli 14. ledna 1913. Joseph Lewis zemřel v roce 1928. Jejím druhým manželem byl herec John Wooster Dean, který často vystupoval ve filmech, po jejím boku. Vzali se se v roce 1914 a byli spolu až do jeho smrti v roce 1950. Dva roky na to v roce 1952 byla ona sama nalezena ve svém bytě v Park Avenue v bezvědomí. Prodělala mozkovou příhodu a dva dny na to zemřela ve věku 79 let.

## Filmografie
- Fannie Ward in "The Miracle Woman" (1929) Ward stars in a Vitaphone short film
- Fannie Ward as "The Perennial Flapper" (1924) Ward performs comedy sketch as the "perennial flapper" in a DeForestPhonofilm short film
- Fannie Ward Sings "Father Time" (1924) in a Phonofilm short film
- La Rafale (1920)
- Le Secret du Lone Star (1920)
- Our Better Selves (1919) .... Loyette Merval
- The Profiteers (1919) .... Beverly Randall
- The Cry of the Weak (1919) .... Mary Dexter
- Common Clay (1919) .... Ellen Neal
- The Only Way (1919)
- The Narrow Path (1918) .... Marion Clark
- A Japanese Nightingale (1918) .... Yuki
- The Yellow Ticket (1918) .... Anna Mirrel
- Innocent (1918) .... Innocent
- On the Level (1917) .... Merlin Warner, aka Mexicali May
- The Crystal Gazer (1917) .... Rose Jorgensen/Rose Keith/Norma Dugan
- Her Strange Wedding (1917) .... Coralie Grayson
- Unconquered (1917) .... Mrs. Jackson
- A School for Husbands (1917) .... Lady Betty Manners
- The Winning of Sally Temple (1917) .... Sally Temple
- Betty to the Rescue (1917)
- The Years of the Locust (1916) .... Lorraine Roth
- Witchcraft (1916) .... Suzette
- Each Pearl a Tear (1916) .... Diane Winston, aka Each Hour a Pearl (USA: alternative title), Every Pearl a Tear
- A Gutter Magdalene (1916) .... Maida Carrington
- For the Defense (1916) .... Fidele Roget
- Tennessee's Pardner (1916) .... Tennessee
- The Cheat (1915) .... Edith Hardy
- The Marriage of Kitty (1915) .... Katherine "Kitty" Silverton